# Quedius longicornis
Quedius longicornis es una especie de escarabajo del género Quedius, familia Staphylinidae. Fue descrita científicamente por Kraatz en 1857.
Habita en Rusia, Gran Bretaña, Suecia, Países Bajos, Austria, Finlandia, Estonia, Francia, Alemania, Dinamarca, Italia, Malasia, Bielorrusia, Luxemburgo y Polonia.